# Song / Dance
Song / Dance ist ein Jazzalbum des Convergence Quartet von Taylor Ho Bynum, Alexander Hawkins, Dominic Lash
und Harris Eisenstadt. Die am 4. Mai 2009 in den Red Gatbies Studios, London, entstandenen Aufnahmen erschienen 2010 auf Clean Feed Records.

## Hintergrund
Song / Dance war das zweite Album des Convergence Quartet nach ihrem Debütalbum Live in Oxford, das 2007 auf FMR Records erschienen war. Taylor Ho Bynum, der Kornett und Flügelhorn spielt, machte sich bei Anthony Braxton einen Namen und Schlagzeuger Harris Eisenstadt mit seiner Combo Canada Day. In Großbritannien war der Bassist Dominic Lash eine Größe in der Improvisations-Community; zum Zeitpunkt des Erscheinens des Albums war der Pianist Alexander Hawkins das nach Meinung von Martin Longlay am wenigsten bekannte Mitglied dieses „unwahrscheinlichen transatlantischen Vierers“, obwohl abzusehen wäre, dass er bald zu einer wichtigen Präsenz in der Improvisationsszene werde. Neben den eigenen Kompositionen der Bandmitglieder enthält das Album auch eine traditionelle südafrikanische Melodie, die Hawkins eintrug, und einen alten Klassiker des Geigers Leroy Jenkins, den Titel „Albert Ayler“.

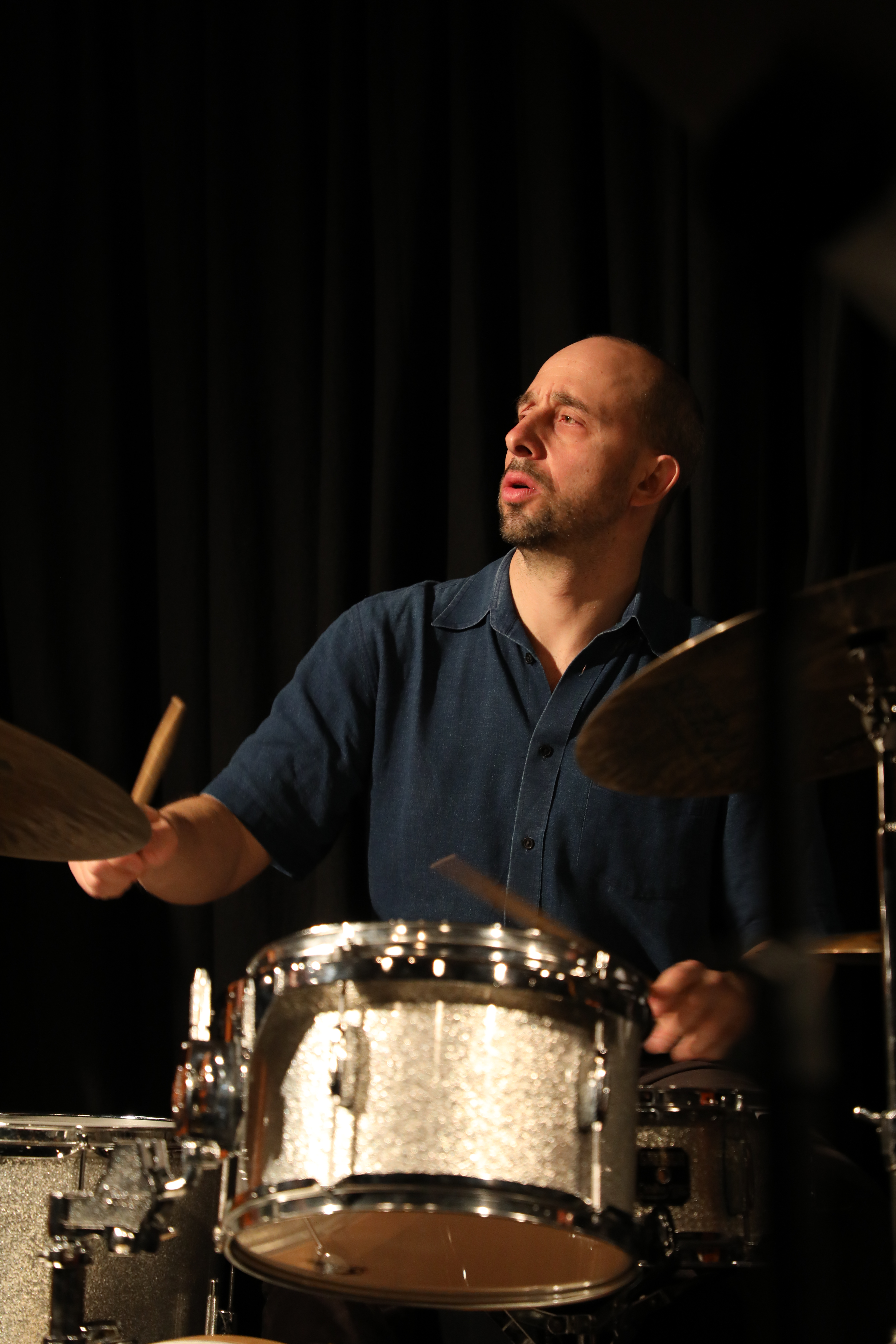
Mit Larry Ochs’ The Fictive Five, 2019

## Titelliste
- The Convergence Quartet: Song / Dance (Clean Feed CF187CD)[2]

1. Second (Dominic Lash) 4:37
2. Next Convergence (Harris Eisenstadt) 9:33
3. Baobabs (Alexander Hawkins) 5:48
4. Iris (Taylor Ho Bynum) 7:04
5. Albert Ayler (Leroy Jenkins) 3:53
6. Song / Dance (Alexander Hawkins) 5:11
7. Representations 17 (Dominic Lash) 8:03
8. The Pitts (Harris Eisenstadt) 5:38
9. Kudala (Long Ago) (Traditional) 4:35

## Rezeption
Nach Ansicht von Martin Longlay, der das Album in der BBC besprach, sei der Bandname Convergence  Quartet besonders geeignet, nicht nur, weil die Mitglieder dieser Gruppe aus England, Kanada und den USA stammten, sondern auch, weil es eine gegenseitige Befruchtung von Stilen und Einflüssen sowie geografischen Hintergründen gäbe. Alle Mitglieder des Quartetts befassten sich mit Improvisation, Komposition und den unvorhersehbaren Bahnen, die zwischen diesen beiden Gebieten liegen, meint der Autor. „Der zusammengesetzte Stil dieser Band besteht aus einigen sehr unterschiedlichen Elementen, aber sie spielen die magische Handfertigkeit, die die Beibehaltung der Individualität ermöglicht, und entwickeln gleichzeitig eine hoch strukturierte Reihe von Gruppenthemen, die mit einem gesegnet sind melodische Offenheit.“ Ebenbürtigkeit sei die Botschaft des Ensembles, so Longlay; alle vier Spieler tragen Stücke zum Album bei, und wenn sie solo spielen, seien diese herausgestellten Passagen „ausnahmslos spitz und kurz, stehen dann für die nächste Salve beiseite oder warten auf ein eingehendes Ensemble-Thema. Die Melodien sind eng angeordnet, aber dies verhindert nicht ihr spontanes Feuer. Das Album ist knackig aufgenommen, wobei Bynums Hörner besonders nah am Mikrofon sind und kunstvoll gedämpft tief in die Ohren des Hörers dringen.“ Gleichzeitiges Solospiel gäbe es zuhauf. Unabhängig vom Material verfolgten die Convergence-Mitglieder „einen untergrabenen organisatorischen Ansatz, der zu einem anhaltenden Gefühl offener Überraschung führt“, resümiert Longlay.

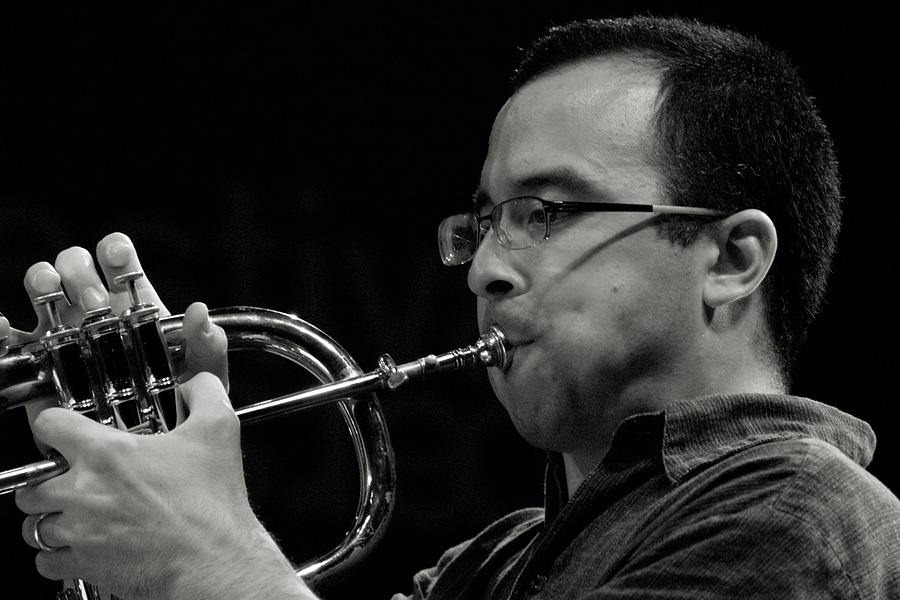
Taylor Ho Bynum, Moers Festival 2007

John Sharpe vergab an das Album in All About Jazz 4½ (von fünf) Sterne und schrieb, nach zwei aufeinander folgenden Tourneen unter dem Banner des Convergence Quartet, schmiede der Vierer seine eigene Identität. Zwar bringe jedes Mitglied Stücke mit ein, die eine Vielzahl von Stilen abdeckten, aber die Gemeinsamkeiten entstünden durch ein Feld, das die Zwischenräume zwischen Komposition und Improvisation aufgreife. Alle vier Musiker seien „nicht nur versierte Autoren, sie sind auch furchterregende Improvisatoren, und die Mischung sorgt für ein berauschendes Gebräu.“ Dabei sei ein Repertoire entstanden, das bei der Tour weiter ausgearbeitet wurde, bevor es für die Aufnahme auf das Wesentliche reduziert wurde. Dies erkläre die Dichte der kniffligen Arrangements, aber auch die entspannte Art und Weise, wie die Band sie mit starken Soli und gut entwickelten Arrangements darbiete, die neben den instrumentalen Fähigkeiten einige eindringliche Melodien enthalten. Bei jedem Schnitt passiere viel, so dass es den Anschein hat, als würde immer jemand improvisieren, egal was sonst noch los ist.